# Köztelek
A Köztelek, alcíme szerint Az Országos Magyar Gazdasági Egyesület közlönye közgazdasági és agrár időszaki lap volt, amely 1891–1944 között Budapesten, hetente kétszer, 1931-től hetente jelent meg.

## A név eredete
Széchenyi István gróf kezdeményezésére 1827-ben jött létre a Pályafutási Társaság, amely 1830. június 11-én az Állattenyésztő Társaság nevet vette fel. Első elnöke ideiglenesen maga a gróf, 1831-ben Orczy Lőrinc báró, 1832-ben Keglevics László gróf volt. Ugyanebben az évben megvásárolta az Üllői úton levő telket Károlyi György gróftól, amihez a szükséges pénzt sorsolási kölcsön útján szerezték be. A mai Budapest IX., Üllői út 25. sz. alatti telken emelt épületet Széchenyi javaslatára Közteleknek nevezték el és e nevet a társaság épületén is feltüntették. (Az épület átalakításokkal ma is megvan. Korábban a Magyar Szabványügyi Hivatal székháza volt, jelenleg a Magyar Szabványügyi Testület használja.)
Az Országos Magyar Gazdasági Egyesület (OMGE) 1891 szeptemberében szakított addigi hivatalos lapjával, a Gazdasági Lapokkal és Köztelek címen új lapot indított.

## Szerkesztői
- 1891–1893: Baross Károly, Forster Géza, Rubinek Gyula
- 1894–1906: Forster Géza, Szilassy Zoltán, Buday Barna
- 1907–1914: Rubinek Gyula és Buday Barna
- 1915–1918: Rubinek Gyula és Szilassy Zoltán
- 1919–1926: Szilassy Zoltán és Buday Barna, 1927–1936: Buday Barna és Rothmeyer Imre
- 1937–1940: Rothmeyer Imre
- 1941–1944: Dörschug Tibor (kiadásért felelt: Mutschenbacher Emil).

## Tartalma
- Az OMGE közleményei: közgyűlések és szakosztályi ülések jegyzőkönyvei, törvények és rendeletek, beszámolók a képviselőház üléseiről.
- Rendszeresen ismétlődő rovatok keretébe illesztett szaktanulmányok az agrártudományok egyes területeiről (gazdasági növénytan, növénytermelés, állattenyésztés, állategészségügy, gazdasági gépészet, vízszabályozás és talajjavítás, gazdasági vegytan, építészet és jog stb.).
- A kísérletügy és mezőgazdasági szakoktatás eredményei.
- Hirek a gazdasági egyesületek mozgalmairól.
- Közlemények a kereskedelem, a tőzsde, a vásárok, a terményárak változásairól.
- A külföldi és magyar szakirodalom ismertetése mellett szépirodalmi alkotások is megjelentek.
- Az olvasók beküldött írásai a „levélszekrény” rovatban voltak olvashatók.
- A „vegyesek” címszó alatt rövid hírek, közlemények, érdekességek szerepeltek.

## Írói
A magyar mezőgazdaság élvonalbeli szakemberei Cserháti Sándor, Ujhelyi Imre, Kosutány Tamás, Rodiczky Jenő, Hensch Árpád, Kerpely Kálmán, Kodolányi Antal, Sporzon Pál, Páter Béla, Szentkirályi Miklós, Teleki Árvéd, később: Gyárfás József, Surányi János (agrármérnök), Bittera Miklós, Teleki Domokos stb.) Szépirodalmi rovatában neves írók (Tömörkény István, Bársony István stb.) elbeszéléseivel találkozunk.
Hatása igen nagy volt a hazai mezőgazdasági ismeretek fejlődésére. Érdemei voltak az újabb eljárások ismertetésében, a mezőgazdaság aktuális nehézségeinek és problémáinak felvetésében, tudatosításában, okaiknak és megoldásuknak a keresésében. Agrárpolitikai vonatkozásban a nagybirtokok érdekeit képviselte, minthogy az OMGE tagjai nagyrészt e körökből kerültek ki. Egy-egy aktuális vagy fontos kérdésről készült titkári jelentést melléklet formájában adott közre.

## Társlapjai
- Baromfiak
- Gazdaságtársadalmi Mozgalmak
- Gazdatisztek Lapja
- Nemzetközi Mezőgazdasági Intézet Közleményei
- Tejgazdaság